# Vũ Hồng Khanh

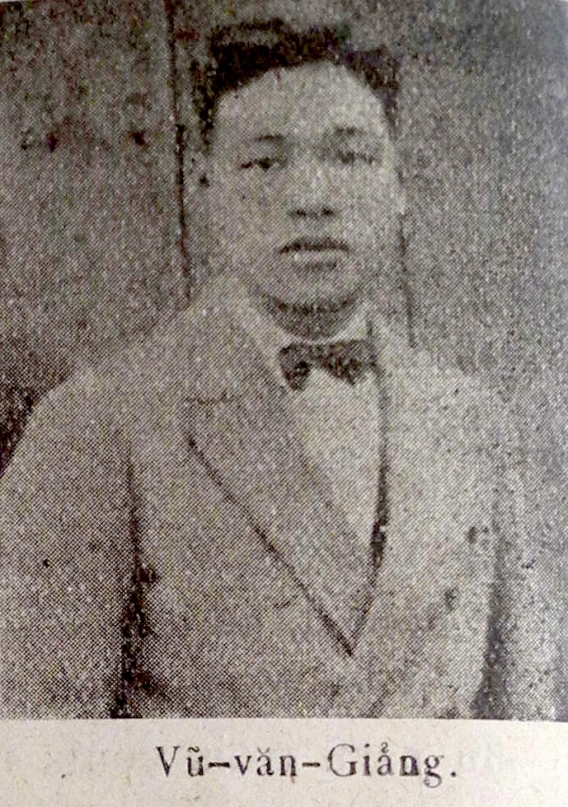
Vũ Khồng Khanh, khoản năm 1927.

Vũ Hồng Khanh (1898 – 1993) là một nhà cách mạng và chính khách Việt Nam. Ông là một trong các lãnh tụ của Việt Nam Quốc dân đảng; từng là thành viên trong Nội các Hồ Chí Minh lần 1 thành lập ngày 2 tháng 3 năm 1946, giữ chức Phó Chủ tịch Kháng chiến Ủy viên Hội.

## Thân thế và bước đầu tham gia cách mạng
Ông tên thật là Vũ Văn Giảng, sinh năm Mậu Tuất (1898), quê ở làng Thổ Tang, phủ Vĩnh Tường, tỉnh Vĩnh Yên (về sau giai đoạn 1946-1954 gọi là xã Thổ Tang thuộc quận Vĩnh Tường, tỉnh Vĩnh Phúc Yên; ngày nay là thị trấn Thổ Tang thuộc huyện Vĩnh Tường, tỉnh Vĩnh Phúc).
Xuất thân là một thầy giáo làng, đầu thập niên 1920, ông sớm được Nguyễn Khắc Nhu vận động đi vào con đường cách mạng và trở thành một thành viên tích cực của phong trào Việt Nam Dân quốc. Đầu năm 1928, Việt Nam Dân quốc sáp nhập với Việt Nam Quốc dân Đảng. Ông trở thành một trong những yếu nhân của Đảng.

## Tham gia khởi nghĩa Yên Bái và lãnh đạo Hải ngoại bộ
Do tác động của vụ ám sát Bazin, nhiều cán bộ và cơ sở của Việt Nam Quốc dân Đảng bị chính quyền thực dân bắt bớ, truy lùng. Các lãnh tụ Đảng buộc phải tiến hành cuộc khởi nghĩa sớm để tránh cho các cơ sở đang gặp nguy cơ bị tiêu diệt hoặc tan rã. Tháng 5 năm 1929, tại Hội nghị Đức Hiệp, ông được bổ sung vào Trung ương. Tại Hội nghị Mỹ Xá bàn việc tổng khởi nghĩa, ông được giao công tác cùng 2 đồng chí Nguyễn Văn Chấn và Phạm Văn Tình, phát động các trận tấn công Kiến An và Hải Phòng.
Ngày 10 tháng 2 năm 1930, khởi nghĩa nổ ra tại nhiều nơi ở miền Bắc Việt Nam như Yên Bái, Lâm Thao, Hưng Hóa, Hà Nội, Đáp Cầu, Phả Lại, Kiến An, Phụ Dực, Vĩnh Bảo, Thái Bình v.v. Tuy nhiên, do tin tức bị lộ nên cuộc tổng khởi nghĩa chỉ xảy ở Yên Bái, Hưng Hóa, Lâm Thao, Phụ Dực, Vĩnh Bảo. Mặt khác, vì do thiếu vũ khí và phương tiện liên lạc yếu kém, nên lực lượng khởi nghĩa không cố thủ được lâu dài ở các nơi họ đã đánh chiếm. Ngày 20 tháng 2 năm 1930, lãnh tụ Nguyễn Thái Học bị bắt tại làng Cổ Vịt, gần đồn Chi Ngại, tỉnh Hải Dương; đến ngày 17 tháng 6 năm 1930, thì bị tử hình cùng 12 đồng chí khác tại pháp trường Yên Bái.
Khởi nghĩa thất bại, nhiều yếu nhân của Đảng bị bắt. Riêng ông trốn thoát được, đến ngày 20 tháng 6 năm 1930, thì vượt biên giới trốn sang Côn Minh, đổi tên là Vũ Hồng Khanh. Ông bắt liên lạc với các đồng chí ở hải ngoại hoạt động trong Vân Nam Đệ nhất Đạo bộ và được bầu làm Đạo bộ trưởng thay cho Nguyễn Thế Nghiệp, lúc đấy đang lẩn trốn sự lùng bắt tại Mông Tự. Ông cùng với các đồng chí trong Đạo bộ tích cực móc nối với các đồng chí trốn thoát từ trong nước sang, tiếp tục vận động trong giới kiều bào, mở rộng tổ chức, nhanh chóng trở thành một trong những nhóm hoạt động mạnh nhất của Đảng ở hải ngoại.
Được sự hỗ trợ và khuyến khích của Trung Quốc Quốc Dân Đảng, từ 15 đến 24 tháng 7 năm 1932, tại Nam Kinh, các nhóm hải ngoại đã họp hội nghị hợp nhất, thành lập một tổ chức chung mang tên Việt Nam Quốc dân Đảng Hải ngoại Biện sự xứ (Bureau d’Outre – Mer du Việt Nam Quốc dân Đảng), còn gọi là Hải ngoại bộ. Ông được cử làm Ủy viên Hải ngoại bộ.
Năm 1942 tại Liễu Châu (Trung Quốc), ông cùng với Nghiêm Kế Tổ đại diện cho Việt Nam Quốc dân đảng, Nguyễn Tường Tam (Đại Việt Dân chính đảng), Nguyễn Hải Thần thành lập Việt Nam Cách mệnh Đồng minh Hội, thường được gọi tắt là Việt Cách. Tháng 5 năm 1945, tại Trùng Khánh (Trung Quốc), Việt Nam Quốc dân Đảng liên minh với Đại Việt Quốc dân đảng (lãnh tụ Trương Tử Anh) và Đại Việt Dân Chính đảng (lãnh tụ Nguyễn Tường Tam) thành một tổ chức mới, ở trong nước thì lấy tên là Đại Việt Quốc dân đảng, còn ở Trung Quốc thì lấy tên là Quốc dân Đảng Việt Nam, tránh dùng danh xưng Đại Việt vì lý do tế nhị trong giao tế với bạn đồng minh Trung Hoa.

## Từ Chính phủ Liên hiệp Kháng chiến đến Chính phủ Quốc gia
Ngày 1 tháng 9 năm 1945, ông từ Côn Minh về nước qua ngả Mường Khương, vào Lào Cai.
Do cần phải hợp tác để đối phó với Việt Minh ngày 15 tháng 12 năm 1945 các đảng phái chống Việt Minh đã thống nhất thành lập một lực lượng gọi là Mặt trận Quốc dân Đảng Việt Nam. Vũ Hồng Khanh giữ chức Bí thư trưởng tổ chức này.
Ngày 2 tháng 3 năm 1946 ông tham gia Chính phủ liên hiệp kháng chiến và đảm nhận chức vụ Phó Chủ tịch Kháng chiến Ủy viên hội (sau đổi là Ủy ban Kháng chiến). Ông cùng Hồ Chí Minh đã ký với Jean Sainteny Hiệp định sơ bộ 1946.
Tháng 7 năm 1946, xảy ra vụ án phố Ôn Như Hầu ở Hà Nội, lực lượng công an khám xét các trụ sở của Việt Nam Quốc dân đảng, phát hiện nhiều vũ khí, truyền đơn hiệu triệu chống chính phủ. Tuy nhiên theo Việt Nam Quốc dân Đảng, trụ sở ở phố Ôn Như Hầu chỉ là một chỗ làm việc bình thường của Việt Nam Quốc dân Đảng bị tấn công trong lúc không nghĩ là mình sẽ bị tấn công và các đảng viên Việt Nam Quốc dân Đảng không có vũ khí nặng nào. Vũ Hồng Khanh và các lãnh đạo các đảng phái chống Việt Minh như Nguyễn Hải Thần, Nguyễn Tường Tam phải lưu vong sang Trung Quốc.
Cuối tháng 12 năm 1949, Đảng Cộng sản Trung Quốc đánh thắng Trung Quốc Quốc Dân Đảng trên toàn Trung Quốc và dồn tàn quân Quốc dân đảng chạy về biên giới Việt Nam. Vũ Hồng Khanh cầm đầu chừng bảy đến tám ngàn tàn quân Quốc dân đảng tiến vào Việt Nam qua ngả Nacham, giữa Lạng Sơn và Cao Bằng. Khi quân trú phòng Pháp định tước vũ khí đoàn quân này, đụng độ nổ ra. Bị cả quân Pháp và Việt Minh vây đánh, mất chừng hai nghìn người sau các cuộc đụng độ, đến ngày 6 tháng 1 năm 1950, Vũ Hồng Khanh và số tàn quân còn lại hạ vũ khí đầu hàng quân Pháp.
Năm 1952, Vũ Hồng Khanh giữ chức Bộ trưởng Bộ Thể thao và Thanh niên trong nội các Nguyễn Văn Tâm của Quốc gia Việt Nam.

## Dưới thời Việt Nam Cộng hòa
Từ năm 1954 đến 1975, ông lãnh đạo một hệ phái Việt Nam Quốc dân đảng tại miền Nam Việt Nam.

## Những năm cuối đời
Sau sự kiện năm 1975, Vũ Hồng Khanh theo lệnh chính quyền Cách mạng mới đưa đi tập trung học tập cải tạo, dù ông đã 77 tuổi.
Năm 1986 ông được trả tự do và về sống trong tình trạng bị quản thúc tại quê nhà ở làng Thổ Tang, huyện Vĩnh Tường, tỉnh Vĩnh Phúc với người con gái lớn là bà Vũ Thị Được. Đây cũng là quê hương Nguyễn Thái Học. (Một tài liệu khác nói rằng năm 1977 đích thân Bộ trưởng Công an Trần Quốc Hoàn đã vào trại cải tạo để thả sớm Vũ Hồng Khanh vì năm 1943 ông có công can thiệp với tướng Trung Hoa Quốc dân Đảng Trương Phát Khuê thả Lý Thụy - bí danh của Hồ Chí Minh - tại Liễu Châu, Trung Quốc.) Năm 1992, ông được phép vào Thành phố Hồ Chí Minh thăm con gái và con rể.
Ngày 14 tháng 11 năm 1993 ông mất tại quê nhà làng Thổ Tang, huyện Vĩnh Tường, tỉnh Vĩnh Phúc, hưởng thọ 95 tuổi.